# 提麦奥斯 (历史学家)
提麦奥斯（前345年—前250年），古希腊历史学家之一。
公元前345年，提马埃乌斯出生于西西里陶尔米纳。前317年，他从陶尔米纳（Tauromenium）逃亡到雅典，在雅典生活了50年，直到希伦二世时期才返回。
提马埃乌斯著有一部关于西西里的38卷本的历史，从早期到前264年，其中有涉及意大利、北非以及其他地区的事件。

## 扩展阅读
- Brown, Truesdell S. . Berkeley: University of California Press. 1958.

本条目包含来自公有领域出版物的文本: Chisholm, Hugh (编).  (第11版). London: Cambridge University Press. 1911.